# Appagodanahalli, Belur
Appagodanahalli là một làng thuộc tehsil Belur, huyện Hassan, bang Karnataka, Ấn Độ.